# Лаге, Клаус
Клаус Лаге (нем. Klaus Lage; 16 июня 1950, Зольтау, федеральная земля Нижняя Саксония) — немецкий певец и композитор.

## Биография
Родился 16 июня 1950 года и провёл детские годы в Зольтау в федеральной земле Нижняя Саксония. Позднее семья переехала в Дюссельдорф. В Дюссельдорфе учился в гимназии Шлосс-Бенрат, после окончания гимназии вернулся в Зольтау, где учился на коммерсанта в Зольтау, однако не закончил обучение. В 1970 году переехал в Западный Берлин, где работал воспитателем и социальным работником в детском доме.
В середине 1970-х годов начал свою музыкальную карьеру с берлинской рок-группой Berliner Rock Ensemble (BRE).
Самый большой успех (#3 в чартах Германии) был достигнут в 1984 году альбомом «Schweißperlen» (продюсер Вольф Маан). Хит этого альбома и самая известная песня Лаге — «1000 und 1 Nacht (Zoom!)» (композитор — Гёран Вальгер, автор текста — Дитер Дэм). Композиции из этого альбома «Wieder Zuhaus» и «Monopoli» также занимали высокие места в сингл-чартах Германии.
С 1995 года играл главную роль в мюзикле Дитера Дэма «Stars».
В конце 1990-х годов Лаге вместе с коллегами рок-музыкантами Мариусом Мюллером-Вестернхагеном, группой Scorpions и Петером Маффейем создал компанию «Немецкое Рок-Радио» («Deutsches RockRadio»). Заявленной целью создания было распространение рок-музыки в поп-ориентированном радиопространстве. 1 августа 1998 года начала вещание первая рок FM-радиостанция «Rockland Radio» в Рейнланд-Пфальце.

## Дискография

### Студийные альбомы
- 1980 – Musikmaschine
- 1982 – Positiv
- 1983 – Stadtstreicher
- 1984 – Schweißperlen
- 1985 – Heiße Spuren
- 1987 – Amtlich
- 1989 – Rauhe Bilder
- 1991 – Lieben & Lügen
- 1992 – Ein Lachen in Reserve
- 1994 – Katz & Maus
- 1995 – Meisterstücke
- 2000 – Mensch bleiben
- 2003 – Die Welt ist schön!
- 2007 – Zug um Zug
- 2007 – Rauhe Bilder
- 2008 – Nah und Wichtig
- 2011 – Der Moment

### Сборники
- 1992 – Single-Hit-Collection 1982–1990
- 1996 – Balladen
- 2005 – Essential
- 2008 – Beste Lage

### Live
- 1986 – … mit meinen Augen … Lage live
- 1999 – Live zu zweit
- 2011 – Alleingang Solo-Tour Live

### Синглы
- 1978 – Alle ham's geschafft außer mir
- 1979 – Urrffie (Gertcha)
- 1980 – Ich bleib diesen Sommer zu Haus
- 1982 – Komm halt mich fest
- 1983 – Mit meinen Augen
- 1983 – Fang neu an
- 1984 – 1000 und 1 Nacht
- 1984 – Wieder zuhaus
- 1984 – Monopoli
- 1985 – Faust auf Faust
- 1985 – Eifersucht (ist Marterpfahl)
- 1985 – Stille Wasser
- 1986 – Istanbul (live)
- 1987 – Nie wieder Kind
- 1987 – Wenn Du Wärme brauchst
- 1987 – Steig nicht aus
- 1988 – Die Liebe bleibt
- 1989 – Dein Gang
- 1989 – Sooo lacht nur sie (die Malerin)
- 1989 – Zurück zu Dir
- 1990 – Hand in Hand
- 1991 – Tief verwundet
- 1991 – Nichts erinnert mich
- 1992 – Comeback des Lebens
- 1992 – Endsieg des Ellbogens
- 1994 – Weil Du anders bist (с итальянской певицей Ирене Гранди)
- 1995 – Weil ich sie liebe
- 1995 – C’est la vie
- 2000 – Kopf hoch
- 2008 – Immer